# Immanuel Hermann von Fichte
Immanuel Hermann von Fichte, född den 18 juli 1796 i Jena, död den 8 augusti 1879 i Stuttgart, var en tysk filosof och teolog, son till J.G. Fichte. 
Fichte växte upp i sin faders åskådningar och utgav dennes verk och litterära kvarlåtenskap. Han studerade i Berlin, var överlärare i Saarbrücken och Düsseldorf och blev 1836 professor i filosofi vid Bonns universitet. År 1842 började han vid Tübingens universitet, varifrån han drog sig tillbaka 1875.
I sin filosofi sökte sig särskilt i polemik mot Friedrich Hegel att gå tillbaka från den tyska idealismens panteism till en teistisk världsåskådning. Bland hans verk märks Beiträge zur Charakteristik der neureren Philosophie (1829), Ethik (1850-53), Anthropologie (1856), Psychologie (1864-73) Die theistische Weltansicht und ihre Berechtigung (1873). Christian Hermann Weisse och Hermann Ulrici stod hans åsikter nära. Organ för kretsen blev den av Fichte 1837 grundade Zeitschrift für Philosophie und speculative Theologie, från 1847 Zeitschrift für Philosophie und philosophische Kritik.